# Ivan Obljakov
Ivan Sergejevitsj Obljakov (Vyndin Ostrov, 5 juli 1998) is een Russisch voetballer die doorgaans speelt als middenvelder. In augustus 2018 verruilde hij FK Oefa voor CSKA Moskou. Obljakov maakte in 2020 zijn debuut in het Russisch voetbalelftal.

## Clubcarrière
Obljakov speelde in de jeugdopleiding van Zenit Sint-Petersburg, maar kwam in de zomer van 2016 terecht bij FK Oefa. Zijn debuut maakte de middenvelder op 31 juli 2016, toen met 2–0 verloren werd van FK Oeral door doelpunten van Roman Jemeljanov en Roman Pavljoetsjenko. Obljakov begon op de bank en mocht van coach Viktor Goncharenko dertien minuten voor tijd invallen voor Igor Bezdeneznik. De Rus was op 9 april 2017 voor het eerst trefzeker, tegen Spartak Moskou. Vijf minuten voor tijd scoorde hij, nadat Denis Gloesjakov en Quincy Promes voor Spartak gescoord hadden. Het slotakkoord was voor Lorenzo Melgarejo: 1–3. In de zomer van 2018 maakte Obljakov voor circa vier miljoen euro de overstap naar CSKA Moskou, waar hij zijn handtekening zette onder een verbintenis voor de duur van vijf seizoenen. Aan het begin van het seizoen 2022/23 werd dit contract opengebroken en verlengd tot medio 2027.

## Clubstatistieken
| Seizoen | Club        | Competitie   | Competitie | Competitie | Beker | Beker | Internationaal | Internationaal | Totaal | Totaal |
| Seizoen | Club        | Competitie   | Wed.       | Dlp.       | Wed.  | Dlp.  | Wed.           | Dlp.           | Wed.   | Dlp.   |
| ------- | ----------- | ------------ | ---------- | ---------- | ----- | ----- | -------------- | -------------- | ------ | ------ |
| 2016/17 | FK Oefa     | Premjer-Liga | 20         | 1          | 2     | 0     | —              | —              | 22     | 1      |
| 2017/18 | FK Oefa     | Premjer-Liga | 20         | 2          | 0     | 0     | —              | —              | 20     | 2      |
| 2018/19 | FK Oefa     | Premjer-Liga | 5          | 0          | 0     | 0     | 6              | 1              | 11     | 1      |
| 2018/19 | CSKA Moskou | Premjer-Liga | 23         | 3          | 0     | 0     | 6              | 0              | 29     | 3      |
| 2019/20 | CSKA Moskou | Premjer-Liga | 28         | 4          | 3     | 0     | 6              | 0              | 37     | 4      |
| 2020/21 | CSKA Moskou | Premjer-Liga | 27         | 1          | 3     | 0     | 6              | 0              | 36     | 1      |
| 2021/22 | CSKA Moskou | Premjer-Liga | 29         | 1          | 3     | 0     | —              | —              | 32     | 1      |
| 2022/23 | CSKA Moskou | Premjer-Liga | 28         | 8          | 13    | 0     | —              | —              | 41     | 8      |
| 2023/24 | CSKA Moskou | Premjer-Liga | 27         | 3          | 11    | 1     | —              | —              | 38     | 4      |
| 2024/25 | CSKA Moskou | Premjer-Liga | 22         | 5          | 8     | 0     | —              | —              | 30     | 5      |
| Totaal  | Totaal      | Totaal       | 229        | 28         | 43    | 1     | 24             | 1              | 296    | 30     |

Bijgewerkt op 9 april 2025.

## Interlandcarrière
Obljakov maakte zijn debuut in het Russisch voetbalelftal op 12 november 2020, toen in een vriendschappelijke wedstrijd met 0–0 gelijkgespeeld werd tegen Moldavië. Hij moest van bondscoach Stanislav Tsjertsjesov op de reservebank beginnen. In de drieënvijftigste minuut kwam hij als invaller voor Daler Koezjajev het veld in. De andere Russische debutanten dit duel waren Igor Divejev en Konstantin Koetsjajev (beiden eveneens CSKA Moskou).
| Interlands van Ivan Obljakov voor Rusland | Interlands van Ivan Obljakov voor Rusland | Interlands van Ivan Obljakov voor Rusland | Interlands van Ivan Obljakov voor Rusland | Interlands van Ivan Obljakov voor Rusland | Interlands van Ivan Obljakov voor Rusland | Interlands van Ivan Obljakov voor Rusland |
| №                                         | Datum                                     | Wedstrijd                                 | Uitslag                                   | Competitie                                | Goals                                     |                                           |
| Als speler bij CSKA Moskou                | Als speler bij CSKA Moskou                | Als speler bij CSKA Moskou                | Als speler bij CSKA Moskou                | Als speler bij CSKA Moskou                | Als speler bij CSKA Moskou                | Als speler bij CSKA Moskou                |
| ----------------------------------------- | ----------------------------------------- | ----------------------------------------- | ----------------------------------------- | ----------------------------------------- | ----------------------------------------- | ----------------------------------------- |
| 1                                         | 12 november 2020                          | Moldavië – Rusland                        | 0 – 0                                     | Vriendschappelijk                         |                                           |                                           |
| 2                                         | 18 november 2020                          | Servië – Rusland                          | 5 – 0                                     | Nations League 2020/21                    |                                           |                                           |
| 3                                         | 23 maart 2023                             | Iran – Rusland                            | 1 – 1                                     | Vriendschappelijk                         |                                           |                                           |
| 4                                         | 26 maart 2023                             | Rusland – Irak                            | 2 – 0                                     | Vriendschappelijk                         |                                           |                                           |
| 5                                         | 12 oktober 2023                           | Rusland – Kameroen                        | 1 – 0                                     | Vriendschappelijk                         |                                           |                                           |
| 6                                         | 16 oktober 2023                           | Kenia – Rusland                           | 2 – 2                                     | Vriendschappelijk                         | 89'                                       |                                           |
| 7                                         | 20 november 2023                          | Rusland – Cuba                            | 8 – 0                                     | Vriendschappelijk                         | 22'                                       |                                           |
| 8                                         | 21 maart 2024                             | Rusland – Servië                          | 4 – 0                                     | Vriendschappelijk                         |                                           |                                           |
| 9                                         | 7 juni 2024                               | Wit-Rusland – Rusland                     | 0 – 4                                     | Vriendschappelijk                         | 8'                                        |                                           |
| 10                                        | 5 september 2024                          | Vietnam – Rusland                         | 0 – 3                                     | Vriendschappelijk                         |                                           |                                           |
| 11                                        | 15 november 2024                          | Rusland – Brunei                          | 11 – 0                                    | Vriendschappelijk                         | 1', 28'                                   |                                           |

Bijgewerkt op 9 april 2025.